# Соминець
Соминець — озеро у Шацькому районі Волинської області України.
Озеро Соминець знаходиться поблизу озера Світязь, за 1,2 км на північний схід від нього. Площа озера становить 43 га, довжина озера 1175 м, ширина — 525 м, максимальна глибина — 2,8 м, середня глибина — 1,7 м, об'єм води становить 0,7 тис.м³.
Береги озера низькі, порослі лісом, південно-східний берег піщаний. Значна частина водного дзеркала вкрита рослинністю. Площа водозбору озера становить 1,33 км², частково зайнятого сільськогосподарськими угіддями, які безпосередньо прилягають до озера. Стік з цих полів поступає в східну частину озера. Водозбір практично не осушується.
Озеро Соминець — невелика водойма, яка добре прогрівається: середня температура води в квітні 11 °С, влітку — 18,5°С . У всі сезони відмічається 100 % насичення або слабке недонасичення води киснем.. Весною величина активної реакції води рН достатньо висока 8,5, але ближче до літа понижується до 7,9. Таким чином, озеро Соминець відноситься до мезотрофних озер і відчуває найбільший антропогенний вплив у весняний період.
Інтенсивно протікають процеси мінералізації органічних речовин, вони сприяють тому, що при посиленні поступання органічних речовин, якість води зберігається задовільною.
У фітопланктоні озера Соминець виявлено 27 видів, різновидностей і форм водоростей. Як і в інших озерах Шацького національного природного парку найрізноманітніші зелені хлорококкові водорості. Тут поширені синьо-зелені і діатомові водорості. Більш різноманітно представлені золотисті водорості. Особливо весною. Менш поширені в озері Соминець динофітові та евгленові водорості.
За складом домінуючих видів, рівню чисельності і біомаси фітопланктону, а також вмісту хлорофілу та за величиною первинної продукції озера Соминець можна віднести до водойм мезотрофного типу.
Іхтіофауна озера Соминець не відзначається багатством та різноманітністю видів. Тут поширені переважно звичайні види, типові для озер Шацького національного природного парку. Це такі види. Як щука, верховодка, окунь, йорж, краснопірка, карась, в'юн, лин. З інтродукованих видів широко розповсюджений карликовий сомик.
На Соминці часто можна зустріти таких птахів, як великий норець, лебідь — шипун, сіра гуска, крижень, чирок-тріскунок, червоноголова чернь, лиска, сизий мартин та звичайний мартин. Отже, орнітокомплекс озера Соминець є типовим для Шацьких озер.
Вивчення озера займаються науково-дослідні установи України (Інститут гідробіології АН України, Український НДІ ГІДРОТЕХНІКИ І МЕЛІОРАЦІЇ, Львівський державний університет імені Івана Франка і ін.) та науковий відділ Шацького національного природного парку, який веде щорічні спостереження за станом озер.
У 2010 р. увійшов до складу Шацький національний природний парк.